# César Caneda
César Fernández de las Heras Caneda, meglio noto solo come César o César Caneda (Vitoria, 10 maggio 1978), è un ex calciatore spagnolo, di ruolo difensore.

## Carriera
Cresciuto nella florida cantera dell'Athletic Bilbao, debutta in prima squadra con il Aurrerá Vitoria nella stagione 1995-96, durante la quale si alterna con il Bilbao Athletic (la squadra riserve), militandovi per quattro stagioni, durante le quali disputa alcune partite con l'Athletic Bilbao, debuttando in Primera División spagnola il 22 febbraio 1998 nella partita Deportivo La Coruña-Athletic Bilbao 3-0, e disputando anche un paio di partite di Champions League.
Tuttavia nella stagione 1999-2000 viene ceduto in prestito al Salamanca, quella successiva al Siviglia, e nel 2000-01 al Racing Santander.
Dopo le tre stagioni nella Segunda División spagnola ritorna all'Athletic, con cui resta per tre campionati, al termine dei quali passa all'Eibar.
Il prosieguo della carriera lo vede quindi militare nel Cadice, nell'Alaves, nel Club Deportivo Guijuelo e quindi nel Mirandes.